# Neuviller-lès-Badonviller
Neuviller-lès-Badonviller är en kommun i departementet Meurthe-et-Moselle i regionen Grand Est (tidigare regionen Lorraine) i nordöstra Frankrike. Kommunen ligger i kantonen Badonviller som tillhör arrondissementet Lunéville. År 2022 hade Neuviller-lès-Badonviller 92 invånare.

## Befolkningsutveckling
Antalet invånare i kommunen Neuviller-lès-Badonviller
| Referens: INSEE |